# Erythromma lindenii
Espèce
Statut de conservation UICN

 LC  : Préoccupation mineure
Erythromma lindenii, la naïade aux yeux bleus ou l'agrion de Vander Linden ou agrion à longs cercoïdes est une espèce d'insectes odonates zygoptères (ou demoiselles) de la famille des Coenagrionidae.

## Dénomination

### Synonymes
- Cercion lindeni (Sélys, 1840)
- Cercion lindenii (Sélys, 1840) - choisi par Fauna Europaea
- Coenagrion lindenii
- Agrion lindenii Sélys, 1840

## Distribution
Maroc, nord de l'Algérie, Tunisie, Europe occidentale jusqu'à l'ouest de la Pologne, Europe méridionale jusqu'à la Turquie.
Espèce indigène, actuellement trouvée en populations dispersées, au moins dans le nord de la France et en Belgique.
En Belgique : Famenne, Condroz, Sillon sambro-mosan, Hesbaye, Brabant limoneux, Région limoneuse hennuyère, Flandre sablo-limoneuse, mais autrefois présente en Ardenne, Condroz, Sillon sambro-mosan, Région limoneuse hennuyère, Brabant limoneux, Flandre sablo-limoneuse.

## Description
Il est le seul agrion à avoir 3 traits (bleus ou bleu-vert) disposés parallèlement à l'axe passant par les deux yeux (sur le dessus et en arrière de la tête). Parfois seul le trait du milieu est visible (ou s'agit-il d'une autre espèce ?)
Le mâle est de couleur dominante bleue (avec les yeux d'un bleu vif et dense chez le mâle adulte) alors que la femelle est de dominante jaune-verdâtre avec une tache bleuâtre sur l'abdomen. Le mâle présente sur le dessus des premiers segments S1 et S2 chaque fois un dessin noir en forme de calice ; ses cercoïdes sont longs et recourbés (d'où l'un de ses noms vernaculaires). Le mâle immature a des couleurs plus proches de celles de la femelle.

## Habitat, mode de vie

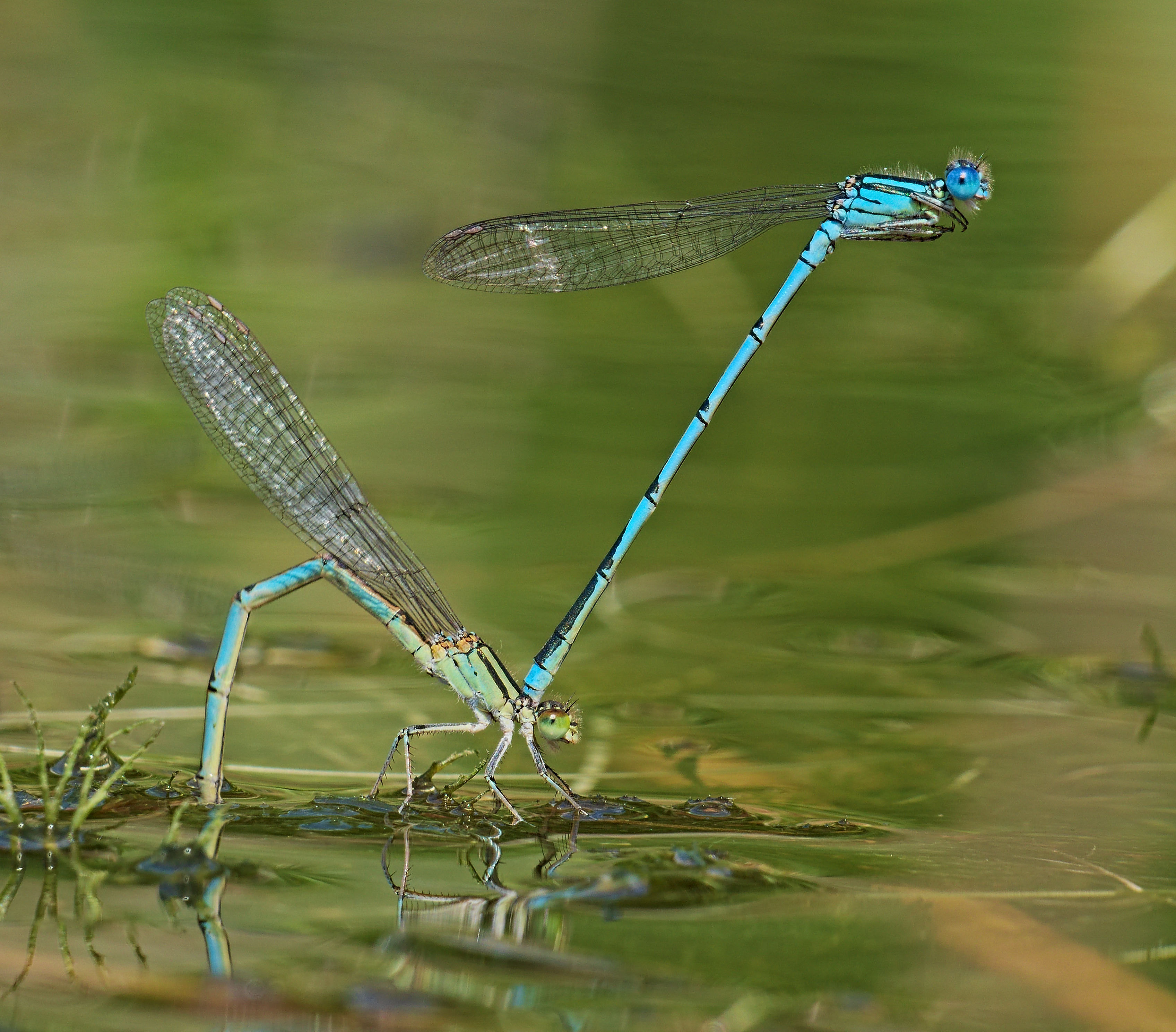
Un couple de Erythromma lindenii en action. Juillet 2017.

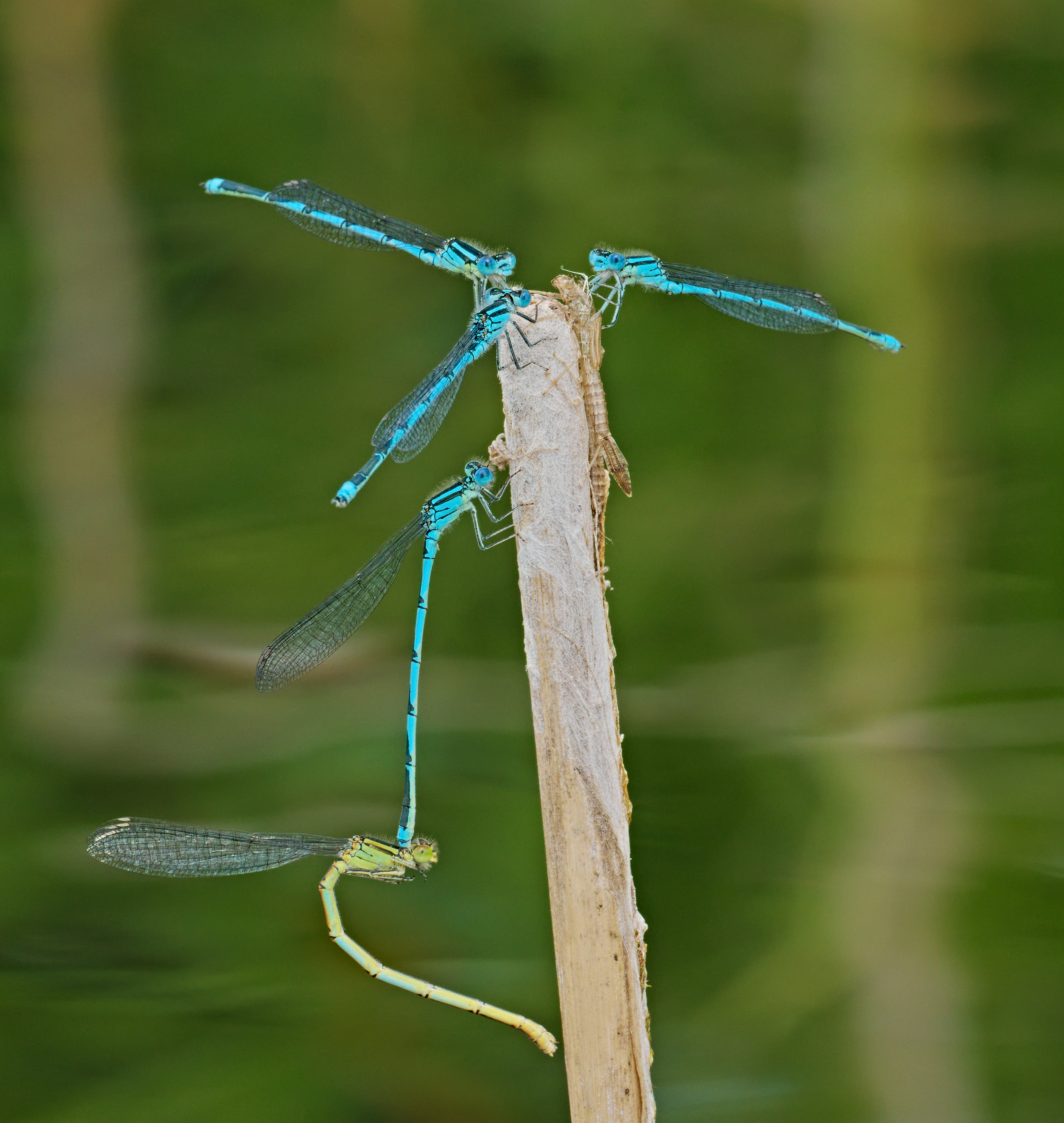
Erythromma lindenii, couples et mâles, sur un étang près de Storkow, Allemagne. Juillet 2017.

Cet insecte apprécie les eaux stagnantes ou à faible courant (lacs, étangs, gravières, canaux, rivières, fleuves lents) et riches en végétation. On observe les imagos de fin mai à la 3e semaine de septembre au-dessus des mares ou à leurs alentours.

## Statut
Certains auteurs l'estiment quasiment menacée, toutefois l'UICN constate une expansion territoriale de l'espèce vers le nord. Bien que certains des nouveaux habitats colonisés par Erythromma lindenii soient mis en danger par la pollution, l'espèce est considérée comme étant de préoccupation mineure.